# Kretowiny
Kretowiny (Duits: Kranthau) is een dorp in de Poolse woiwodschap Ermland-Mazurië. De plaats maakt deel uit van de gemeente Morąg en telt 140 inwoners.